# Itaparica (ort)
Itaparica är en ort i Brasilien.   Den ligger i kommunen Itaparica och delstaten Bahia, i den östra delen av landet, 1 000 km öster om huvudstaden Brasília. Itaparica ligger 20 meter över havet och antalet invånare är 20 100. Den ligger på ön Ilha de Itaparica.
Terrängen runt Itaparica är platt. Havet är nära Itaparica åt nordväst. Itaparica är det största samhället i trakten. 
Runt Itaparica är det tätbefolkat, med 266 invånare per kvadratkilometer.